# Iglesia greco-católica rumana

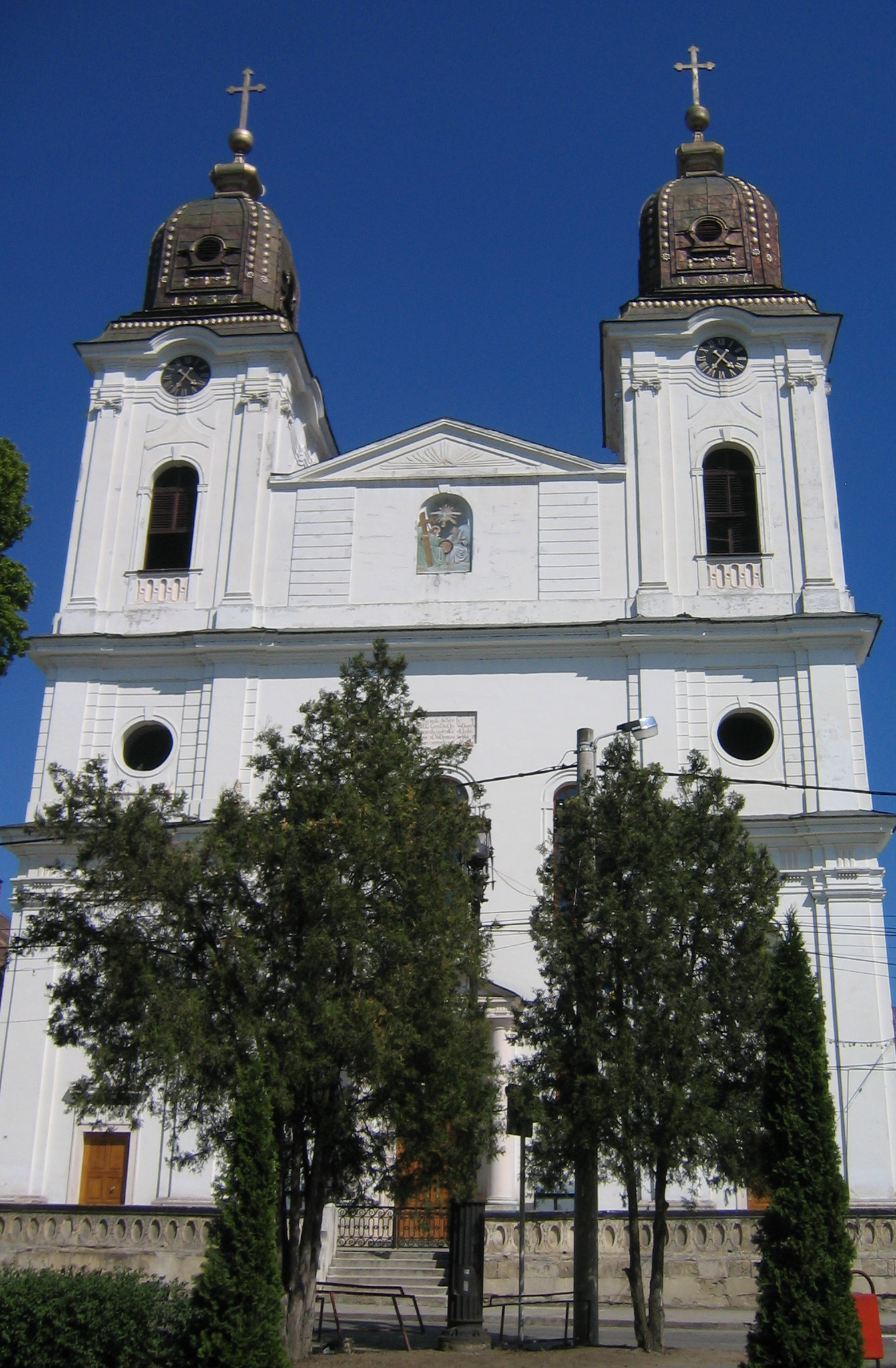
Catedral de la Santísima Trinidad, en Blaj, Rumania.

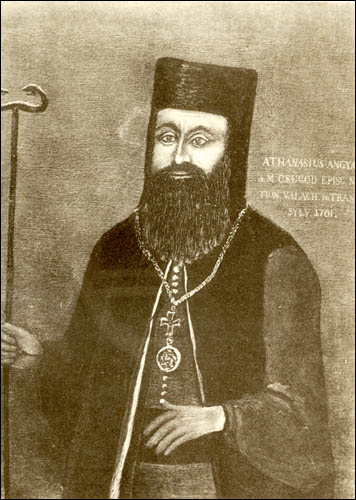
Metropolitano Atanasie Anghel.

La Iglesia rumana unida con Roma, greco-católica o greco-católica rumana (en rumano Biserica Română Unită cu Roma, Greco-Catolică, en latín: Ecclesia Graeco-Catholica Romaniae y en el Anuario Pontificio: Chiesa Romena) es una de las 24 Iglesias sui iuris integrantes de la Iglesia católica. Es una Iglesia oriental católica que sigue la tradición eslava de la liturgia constantinopolitana (o rito bizantino) usando la recensión rumana excepto en la eparquía de Maramureș en la que se usa también la recensión rutena. Los lenguajes litúrgicos son el rumano y el eslavo eclesiástico, respectivamente. Desde el 16 de diciembre de 2005 está organizada como Iglesia archiepiscopal mayor de acuerdo a la forma prescripta por el título 5 del Código de los cánones de las Iglesias orientales, que regula su funcionamiento bajo supervisión del Dicasterio para las Iglesias Orientales. Está presidida por el archieparca mayor de Făgăraș y Alba Iulia. Su sede es la catedral de la Santa Trinidad de Blaj en Rumania. El territorio propio de esta Iglesia abarca todo el Estado rumano.

## Historia

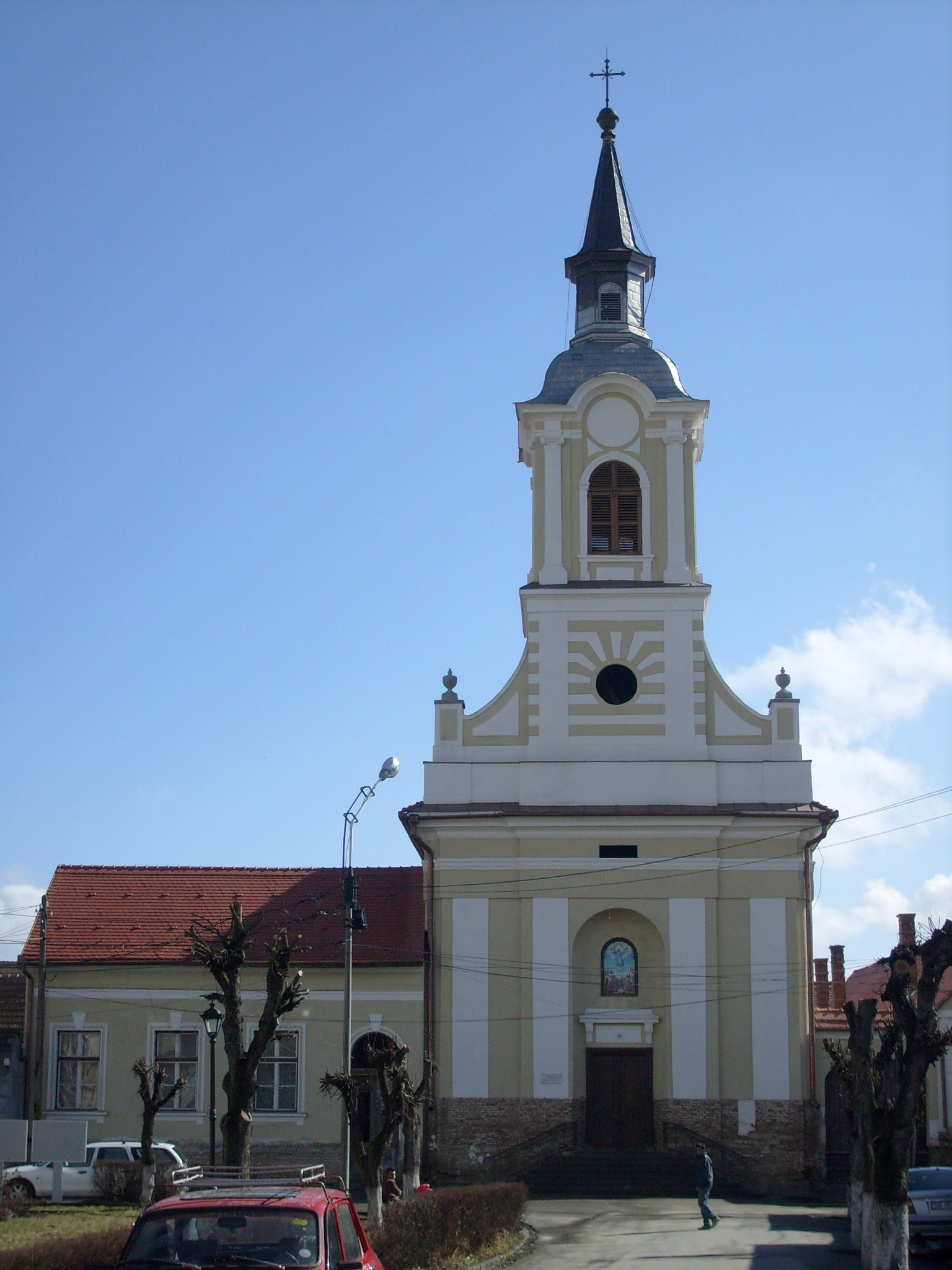
Iglesia greco-católica en Mediaş, construida por el obispo Ioan Bob.

Transilvania fue parte de Hungría desde el siglo XI, en donde se asentaron húngaros y alemanes, mayoritariamente católicos, entre una mayoría de rumanos ortodoxos. En el siglo XIV la región fue ocupada por el Imperio otomano, ingresando también el protestantismo: el calvinismo entre los húngaros y el luteranismo entre los alemanes. Un principado autónomo de los turcos fue establecido por la nobleza húngara calvinista de Transilvania. La Dieta de ese principado dispuso el 9 de abril de 1639 que un superintendente calvinista gobernara a la Iglesia ortodoxa rumana de Transilvania, para supervisar la conversión de los ortodoxos al calvinismo, muchos de los cuales sufrieron persecuciones.
El eparca greco-católico de Mukáchevo, Iosif Camillis (1689-1706), obtuvo autoridad sobre 140 parroquias rutenas y rumanas del norte de Transilvania, lo que llevó a los ortodoxos de Maramureș a preservar su ortodoxia. En 1690 el metropolitano ortodoxo de Moldavia nombró al líder del movimiento, Iosif Stoica, como obispo de Maramureș.
Luego de la conquista de Transilvania por la Casa de Habsburgo en 1687, el principado fue abolido. En 1693 llegaron a la región los jesuitas, quienes intentaban alinear a Transilvania con el resto de Europa occidental y convertir al catolicismo a los ortodoxos. Ante el avance del calvinismo, la negación de derechos civiles y la actividad misionera jesuita, el metropolitano ortodoxo de Transilvania en Alba Iulia, Teofil Seremi, (1697-1700) inició los contactos para la unión con la Iglesia de Roma. Este metropolitano había sido elegido en 1692, todavía bajo dependencia de los calvinistas. Luego de negociaciones con el jesuita Ladislau Baranyi, Seremi convocó a un sínodo, que el 21 de marzo de 1697 decidió la unión con Roma bajo las condiciones del Concilio de Florencia. El 4 de abril de 1697 el canciller imperial Franz Ulrich Kinsky presentó la aprobación imperial y la Iglesia ortodoxa fue separada de la jurisdicción calvinista. Seremi murió en julio de 1697 y su sucesor, el obispo Atanasie Anghel, quien sin embargo recibió la ordenación del metropolitano ortodoxo de Bucarest, entró en plena comunión con la Santa Sede de Roma mediante el Acta de Unión del 7 de octubre de 1698 que fue formalizado por un sínodo de obispos el 4 de septiembre de 1700.
Mediante la unión, Atanasie y los otros obispos de su diócesis, y la mayoría de los rumanos de Transilvania, aceptaron la supremacía papal conservando su propio rito bizantino. Esto se produjo como resultado del decreto del emperador Leopoldo I, quien ordenó que la Iglesia ortodoxa rumana de Transilvania se unificara con la Iglesia católica. Los transilvanos fueron alentados a volverse católicos y adherir a la recién creada Iglesia greco-católica reteniendo su ritual ortodoxo, pero aceptando los 4 puntos doctrinales establecidos por el Concilio de Florencia entre 1431 y 1445: el papa como cabeza suprema de la Iglesia; la existencia del Purgatorio; la inserción de la cláusula del Filioque; y el uso de pan sin levadura en la Eucaristía. El 18 de mayo de 1721, mediante la bula Rationi Congruit, el papa creó la eparquía de Făgăraș, sustituyendo a Alba Iulia, que el 17 de agosto de 1723 recibió el nombre de Alba Iulia y Făgăraș.
El metropolitano Atanasie Anghel y su Santo Sínodo siguieron estas acciones para obtener para los rumanos de Transilvania, entonces un principado vasallo del Imperio de los Habsburgos, los mismos derechos que las demás naciones de Transilvania que eran parte de la Unio Trium Nationum, o Pacto de las Tres Naciones, realizado en 1438 por la nobleza mayoritariamente calvinista húngara, la burguesía sajona luterana, y el pueblo székely o húngaros transilvanos.
Sin embargo, no todos los rumanos aceptaron su conversión, provocando el desplazamiento de la población ortodoxa rumana que abogaba por la libertad de culto para toda la población de Transilvania, el más notable fue el movimiento liderado por Visarion Sarai, Nicolae Oprea Miclăuș y Sofronie de Cioara, bajo la influencia dominante del metropolitano de Karlowitz de la Iglesia ortodoxa serbia. En 1744 el monje ortodoxo Visarion encabezó un levantamiento popular que tuvo como consecuencia que casi la mitad de los rumanos de Transilvania retornara a la ortodoxia. Los esfuerzos del gobierno por obligar a los rumanos a mantenerse en comunión con Roma, no pudieron evitar el retorno de muchos a la ortodoxia, por lo que en 1759 la emperatriz María Teresa I de Austria aceptó el nombramiento de un obispo ortodoxo en Sibiu, dependiente de Karlowitz.
Como consecuencia de la destrucción de la ciudad, la residencia del obispo fue movida de Alba Iulia a Făgăraș en 1721 y luego, en 1737, a Blaj, que se volvió un centro de resurgimiento nacional rumano. Esto se debió en parte al hecho de que a diferencia de los ortodoxos rumanos, quienes hasta 1863 oficialmente usaron el eslavo eclesiástico en la liturgia, la Iglesia rumana unida con Roma usa la lengua vernácula rumana desde el inicio. Cuando en el siglo XIX Hungría siguió una política de hungarización, la Iglesia greco-católica jugó un papel prominente en la resistencia étnica a la asimilación cultural, mediante la Escuela Transilvana (Școala Ardeleană), que creó el alfabeto latino rumano reemplazando a los caracteres cirílicos, y el Memorandum Transilvano, que fue un pedido al emperador de reconocimiento igualitario para los rumanos. Líderes rumanos como Simion Bărnuţiu y Iuliu Maniu fueron inicialmente servidores de la Iglesia greco-católica.
Otra eparquía fue establecida en Oradea en 1777, que junto a la de Făgăraș y Alba Iulia, fueron sufragáneas del primado húngaro latino en Esztergom, hasta que el 26 de noviembre de 1853 el papa Pío IX creó una provincia separada para los greco-católicos rumanos. Ese año fueron creadas dos eparquías como sufragáneas: Gherla, Armenopoli, Szamos-Ujvár (separada de Făgăraș el 19 de diciembre, renombrada a Cluj-Gherla el 5 de junio de 1930), y de Lugoj (separada de Făgăraș y de Oradea el 26 de diciembre).
El emperador Francisco José I aprobó el 6 de mayo de 1912 la creación de la eparquía de Hajdúdorog en Hungría, que el papa Pío X la erigió canónicamente mediante la bula Christifideles Graeci del 8 de junio de 1912. Dentro de la nueva eparquía fueron comprendidas 44 parroquias pertenecientes a eparquía de Oradea (o Nagyvárad), 35 parroquias de la archieparquía de Alba Iulia y Făgăraș, y 4 parroquias de la Eparquía de Gherla (o Szamosújvár). Luego del Tratado de Trianón, 75 parroquias de la Eparquía de Hajdúdorog quedaron dentro de Rumania, para las que la Santa Sede y el Gobierno rumano firmaron un concordato en 1930. La eparquía de Maramureș fue creada como consecuencia del concordato concluido el 10 de mayo de 1927 y ratificado el 10 de junio de 1929. Fue erigida mediante la bula Scaun Apostolic Sollemni Conventione del 5 de junio de 1930. La nueva diócesis, con sede en Baia Mare, incluía 201 parroquias rumanas y las 38 parroquias rutenas existentes en todo el territorio rumano, y fue puesta bajo la administración temporaria del obispo de Cluj-Gherla, Iuliu Hossu. Se formó con partes de Făgăraș y de Cluj-Gherla. En 1935 pasaron a Hungría parroquias de Bedőt y de Battonyát, que pertenecían a las diócesis rumanas de Oradea y de Lugoj, por lo que la Santa Sede las anexó a Hajdúdorog.

### Persecución bajo el régimen comunista
Al finalizar la Segunda Guerra Mundial, el norte de Transilvania volvió a Rumania. Por presión del régimen comunista que tomó el poder en Rumania, el 1 de octubre de 1948 se reunió un sínodo de 36 sacerdotes en Cluj que votó por finalizar la unión con Roma y establecer la reunión con la Iglesia ortodoxa rumana. El 21 de octubre de 1948, 250.º aniversario de la unión con Roma, se realizó una ceremonia en Alba Iulia en la cual la Iglesia greco-católica fue formalmente abolida. En la noche del 28 al 29 de octubre los 6 obispos fueron arrestados. El 1 de diciembre de 1948 el Gobierno comunista ordenó la disolución y el "espontáneo" pasaje de todos los greco-católicos (decreto N.º 358/1948), quienes eran 1 500 000, a la Iglesia ortodoxa rumana, a la que le fueron dadas algunas de sus propiedades, incluyendo cuatro catedrales, mientras que el resto fueron confiscadas.
Los obispos greco-católicos y muchos sacerdotes, fueron arrestados por "actividades antidemocráticas", principalmente por rehusar romper con la reaccionaria Santa Sede. De los 6 obispos arrestados, 4 murieron en prisión. Mientras tanto, la Iglesia ortodoxa fue purgada de los sacerdotes hostiles al régimen comunista y, por los siguientes 40 años, mantuvo buenas relaciones con las autoridades comunistas.

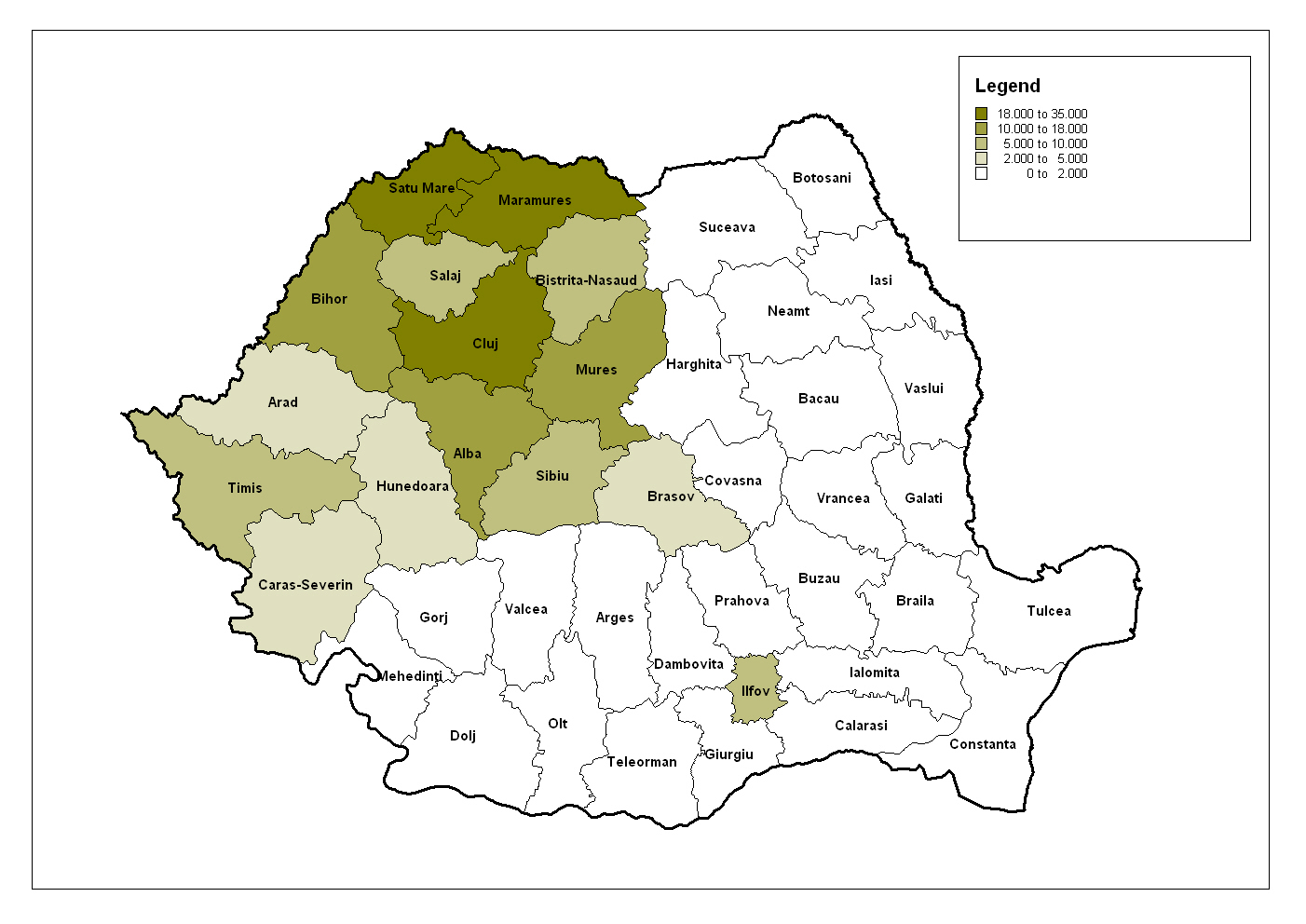
Presencia greco-católica en Rumania, de acuerdo a un censo en 2002.

En 1955 el obispo de Cluj-Gherla, Iuliu Hossu, fue liberado y puesto bajo arresto domiciliario en un monasterio, él rehusó la propuesta del patriarca ortodoxo rumano, Iustinian Marina, para volverse arzobispo ortodoxo de Iași y metropolitano de Moldavia y así ser el sucesor oficial del patriarca. Permaneció bajo arresto domiciliario y cada año envió un memorando al Presidente de la República, pidiendo que las leyes de la república y los acuerdos internacionales fueran observados con respecto a los greco-católicos. En 1969 el papa Pablo VI lo nombró cardenal in pectore, es decir, sin publicar su nombramiento, que solo fue revelado el 5 de marzo de 1973, tres años después de la muerte del obispo.
Otro notable eclesiástico rumano de la época fue Alexandru Todea (1912-2002), quien fue secretamente ordenado como un obispo titular el 19 de noviembre de 1950, fue arrestado y sentenciado a cadena perpetua al año siguiente. Todea fue amnistiado en 1964 y el 14 de marzo de 1990, después de la caída del régimen comunista, fue nombrado arzobispo de Făgăraș y Alba Iulia, y elevado al cardenalato al año siguiente.
Después de 41 años de sobrevivir solo en secreto e ilegalmente, a la Iglesia rumana unida con Roma, greco-católica, le fue permitido aparecer una vez más en público solo después de la Revolución rumana de 1989. La ley normativa 9/31 del 2 de enero de 1990, derogó el Decreto N.º 358/1948 como repugnante y generador de graves perjuicios al Estado rumano. Emergieron a la vida pública 3 obispos secretamente ordenados y el 14 de octubre de 1990 el papa Juan Pablo II restableció la jerarquía eclesiástica nombrando obispos para las 5 diócesis.
Con algunas demoras, algunas de las propiedades de la Iglesia greco-católica, en particular las catedrales de Cluj, Blaj, Lugoj y Oradea, que el gobierno comunista había transferido a la Iglesia ortodoxa rumana, les han sido devueltas. No obstante, muchas propiedades permanecen en manos de los rumanos ortodoxos o del Gobierno, generando conflictos debido a que los greco-católicos exigen la devolución de todas las propiedades confiscadas, mientras que los ortodoxos exigen que se tenga en cuenta la nueva realidad de distribución de los fieles entre ambas Iglesias. Para 2006, unas 200 propiedades habían sido retornadas por los ortodoxos, de un total de 2600 reclamadas. La reducción del número de fieles desde 1948 es evidente, después de 40 años de gobierno comunista e integración forzada en la Iglesia ortodoxa aprobada por el régimen, muchos greco-católicos se han mantenido dentro de la Iglesia ortodoxa rumana o se han secularizado.
El 16 de diciembre de 2005 la Iglesia fue elevada por el papa Benedicto XVI al rango de Iglesia archiepiscopal mayor, siendo el primer archieparca mayor el obispo Lucian Mureșan.

## Autoridades de la Iglesia greco-católica rumana

### Archieparca mayor
Como parte de la Iglesia católica, su autoridad suprema es el papa u obispo de Roma. Su propia jerarquía está encabezada por el archieparca mayor de Făgăraș y Alba Iulia (desde el 16 de diciembre de 2005 es Lucian Mureșan). En las Iglesias católicas orientales, archieparca mayor es el título para el metropolitano que preside una Iglesia particular autónoma (sui iuris) que no ha sido dotada con el título patriarcal. Los archieparcas mayores generalmente tienen los mismos derechos, privilegios y jurisdicción que los patriarcas católicos orientales, excepto donde expresamente se disponga lo contrario, y el rango inmediatamente después de ellos en precedencia de honor. A diferencia de los patriarcas, una vez elegido por el sínodo de la Iglesia archiepiscopal mayor el candidato a archieparca mayor, si acepta su elección, debe pedir al papa su confirmación y ser confirmado antes de ser entronizado, mientras que los patriarcas solo le requieren su comunión eclesial.
Como los patriarcas católicos orientales, el archieparca mayor tiene autoridad para convocar al sínodo de la Iglesia, nombrar nuevos obispos, erigir nuevas eparquías, cambiar sus límites, y transferir obispos de una sede a otra dentro del territorio propio (territorium proprium) de la Iglesia archiepiscopal mayor.
Lista de archieparcas mayores de la Iglesia greco-católica rumana
- Lucian Mureșan, desde el 16 de diciembre de 2005

### Sínodo archiepiscopal mayor
El sínodo archiepiscopal mayor (Synodus Ecclesiae Romenae) está compuesto por los obispos, incluso los auxiliares, y es encabezado y convocado por el archieparca mayor, quien debe tomar todas las decisiones importantes de acuerdo con él. Se reúne habitualmente una vez al año. Como las demás Iglesias orientales católicas autónomas, el archieparca mayor puede erigir, modificar y suprimir eparquías, y nombrar a sus obispos, de acuerdo con el sínodo archieparca mayor y luego de consultar a la Santa Sede. Dentro del territorio propio de la Iglesia el archieparca mayor puede crear exarcados archiepiscopales, y nombrar a los exarcas, de acuerdo con el sínodo. Los obispos son designados por el archieparca mayor y el sínodo de una lista aprobada por el papa, confeccionada previamente por el sínodo archiepiscopal mayor. Fuera del territorio propio de la Iglesia archiepiscopal mayor, el archieparca mayor y el sínodo tienen jurisdicción en materia litúrgica únicamente, correspondiendo al papa la creación de diócesis y el nombramiento de obispos.

### Curia archiepiscopal mayor
La curia de la Iglesia archiepiscopal mayor tiene su sede en Blaj, en Rumania. La catedral de la archieparquía mayor (Catedrala Sfânta Treime) se halla en la misma ciudad. La curia comprende el sínodo permanente, los obispos de sedes titulares o eméritos asignados a la curia (hasta 3), el tribunal ordinario de la Iglesia archiepiscopal mayor, el oficial de finanzas, el canciller archiepiscopal mayor, la comisión litúrgica y otras comisiones. Los miembros de la curia son nombrados por el archieparca mayor, a excepción del sínodo permanente presidido por el archieparca mayor y con 4 obispos, uno elegido por el archieparca mayor y 3 designados por quinquenio por el sínodo. Se reúne normalmente 12 veces al año y acompaña al archieparca mayor en decisiones menores.

## Jurisdicciones

### En el territorio propio de Rumania
De acuerdo al Anuario Pontificio 2018 dentro del territorio propio de la archieparquía mayor de Făgăraș y Alba Iulia a fines de 2017 existían las siguientes circunscripciones eclesiásticas greco-católicas rumanas:
| Circunscripción                   | Tipo                                                                                    | País/países | Provincia eclesiástica | Ciudad sede | Fieles bautizados (2017) | Obispos | Parroquias | Sacerdotes seculares | Sacerdotes religiosos | Religiosos | Religiosas | Diáconos permanentes | Seminaristas |
| --------------------------------- | --------------------------------------------------------------------------------------- | ----------- | ---------------------- | ----------- | ------------------------ | ------- | ---------- | -------------------- | --------------------- | ---------- | ---------- | -------------------- | ------------ |
| Făgăraș y Alba Iulia              | Archieparquía metropolitana y sede propia del archieparca mayor de Făgăraș y Alba Iulia | Rumania     | Făgăraș y Alba Iulia   | Blaj        | 202 000                  | 1       | 581        | 192                  | 3                     | 5          | 168        | 0                    | 66           |
| Cluj-Gherla                       | Eparquía sufragánea                                                                     | Rumania     | Făgăraș y Alba Iulia   | Cluj-Napoca | 47 956                   | 1       | 163        | 157                  | 13                    | 20         | 71         | 0                    | 52           |
| Lugoj                             | Eparquía sufragánea                                                                     | Rumania     | Făgăraș y Alba Iulia   | Lugoj       | 99 000                   | 1       | 149        | 124                  | 4                     | 6          | 4          | 2                    | 6            |
| Maramureș                         | Eparquía sufragánea                                                                     | Rumania     | Făgăraș y Alba Iulia   | Baia Mare   | 52 502                   | 1       | 167        | 144                  | 6                     | 8          | 43         | 0                    | 14           |
| Oradea                            | Eparquía sufragánea                                                                     | Rumania     | Făgăraș y Alba Iulia   | Oradea      | 81 000                   | 1       | 152        | 178                  | 13                    | 16         | 17         | 0                    | 120          |
| San Basilio el Grande en Bucarest | Eparquía sufragánea                                                                     | Rumania     | Făgăraș y Alba Iulia   | Bucarest    | 10 000                   | 1       | 14         | 16                   | 2                     | 2          | 20         | 0                    | 1            |
| TOTAL                             | -                                                                                       | -           | -                      | -           | 492 458                  | 6       | 1226       | 811                  | 41                    | 57         | 323        | 2                    | 259          |

El Gobierno rumano disputa estas cifras, pues, de acuerdo al censo rumano de 2002, el número de greco-católicos en Rumania era de 191 556.
- Archieparquía de Făgăraș y Alba Iulia (en rumano: Arhieparhia de Alba Iulia şi Făgăraş y en latín: Fagarasien(sis) et Albae Iulien(sis) Romenorum), con sede en la Catedrala Mitropolitană Greco-Catolică Sfânta Treime de Blaj, es la eparquía propia del archieparca mayor de Făgăraș y Alba Iulia. Comprende los distritos de: Sibiu, Mureș, Harghita, Brașov, Covasna, Galați, Vaslui, Iași, Botoșani, Neamț, Bacău, la mayor parte de Vrancea y partes de Suceava, Alba y Cluj. Tiene como sufragáneas a las eparquías de:
  - Eparquía de Cluj-Gherla (en rumano: Eparhia de Cluj-Gherla y en latín: Claudiopolitan(us) – Armenopolitan(us)), con sede en la Catedrala Greco-Catolică Schimbarea la Faţă de Cluj-Napoca y concatedral en Gherla, Catedrala Greco-Catolică Intrarea în Biserică a Maicii Domnului. Comprende parcialmente los distritos de Alba y de Sălaj, la mayor parte de los de Cluj y Bistrița-Năsăud, el sur de Maramureș y una pequeña parte de Suceava.
  - Eparquía de Lugoj (en rumano: Eparhia de Lugoj y en latín: Lugosien(sis)), con sede en la Catedrala Greco-Catolică Coborârea Spiritului Sfânt de Lugoj. La parroquia Acoperământul Maicii Domnului de Peregu Mare tiene una comunidad eslovaco-rutena.[16] Comprende los distritos de: Timiș, Arad, Caraș-Severin, Hunedoara, y parcialmente los de Alba y Mehedinți.
  - Eparquía de Maramureș (en rumano: Eparhia de Maramureş y en latín: Maramuresen(sis)), con sede en la Catedrala Adormirea Maicii Domnului de Baia Mare. El vicariato greco-católico ucraniano de Rumania (Vicariatul Greco-Catolic Ucrainean din România o Vicariatul General Special al Rutenilor)[17] para fieles ucranianos y rutenos es parte de la eparquía y tiene un vicario general con sede en Rădăuți con dos decanatos: Protopopiatul Bucovinei en Bucovina rumana con sede en Cacica, y Protopopiatul Maramorsk en la Rutenia subcarpática rumana con sede en Sighetu Marmației. El vicariato tiene 13 parroquias y 7 pequeñas comunidades y usa el eslavo eclesiástico en la liturgia. La parroquia Cidreag de Satu Mare es de lengua húngara. La eparquía comprende parte de los distritos de Satu Mare, Suceava y Maramureș.
  - Eparquía de Oradea (en rumano: Eparhia de Oradea y en latín: Magnovaradinen(sis) Romenorum), con sede en la Catedrala Greco-Catolică Sfântul Nicolae de Oradea. La parohia greco-catolică maghiară din Carei de Oradea es de lengua húngara.[18] Comprende el distrito de Bihor y partes de los de Arad, Satu Mare y Sălaj.
  - Eparquía de San Basilio el Grande en Bucarest (en rumano: Eparhia de Sfântul Vasile cel Mare de Bucureşti y en latín: Sanctus Basilius Magnus Bucarestien(sis) Romenorum), con sede en la Catedrala Greco-Catolică Sf. Vasile cel Mare de Bucarest. Comprende los condados de la histórica provincia de Valaquia (Oltenia, Muntenia y Dobruja), que corresponde a la ciudad de Bucarest y a los distritos de Dolj, Gorj, Brăila, Călărași, Argeș, Buzău, Dâmbovița, Giurgiu, Ialomița, Ilfov, Vâlcea, Olt, Prahova, Teleorman, Constanța, Tulcea, la parte sur de Vrancea y la mayor parte de Mehedinți.

### Fuera del territorio propio
De acuerdo al Anuario Pontificio 2018 fuera del territorio propio de la archieparquía mayor de Făgăraș y Alba Iulia a fines de 2017 existía la siguiente circunscripción eclesiástica greco-católica rumana:
| Circunscripción     | Tipo     | País/países             | Provincia eclesiástica                | Ciudad sede | Fieles bautizados (2017) | Obispos | Parroquias | Sacerdotes seculares | Sacerdotes religiosos | Religiosos | Religiosas | Diáconos permanentes | Seminaristas |
| ------------------- | -------- | ----------------------- | ------------------------------------- | ----------- | ------------------------ | ------- | ---------- | -------------------- | --------------------- | ---------- | ---------- | -------------------- | ------------ |
| San Jorge en Canton | Eparquía | Estados Unidos y Canadá | Inmediatamente sujeta a la Santa Sede | Canton      | 6200                     | 1       | 14         | 27                   | 3                     | 8          | 4          | 6                    | 0            |
| TOTAL               | -        | -                       | -                                     | -           | 6200                     | 1       | 14         | 27                   | 3                     | 8          | 4          | 6                    | 0            |

- Eparquía de San Jorge en Canton (en inglés: Eparchy of Saint George in Canton for the Romanians y en latín: Sancti Georgii Martyris Romenorum) (con sede en la St. George Cathedral de Canton, en Ohio, con jurisdicción sobre Estados Unidos).

Para los emigrantes greco-católicos rumanos en los Estados Unidos, el 11 de enero de 1982 el papa Juan Pablo II estableció el exarcado apostólico de los Estados Unidos de América para los rumanos bizantinos. El 26 de marzo de 1987 fue elevado a eparquía inmediatamente sujeta a la Santa Sede.
La eparquía comprende 14 parroquias y 4 misiones:
- En Illinois: 2 parroquias en Aurora y 1 en Chicago
- En California: 1 misión en Los Ángeles
- En Indiana, 1 parroquia en East Chicago
- En Míchigan: 1 parroquia en Dearborn y 1 en Detroit
- En Nueva Jersey: 1 parroquia en Roebling y 1 en Trenton
- En Nueva York: 1 misión en Long Island
- En Ohio: 1 parroquia en Alliance, 1 en Chesterland, 1 en Cleveland, 1 en Boardman, 1 en Lorain (cerrada) y la catedral en Canton
- En Pensilvania: 1 parroquia en McKeesport
- En Massachusetts: 1 misión en Boston

En Australia existe una parroquia greco-católica rumana, Our Lady of the Assumption, en Homebush, cerca de Sídney.
En Argentina el ordinariato para los fieles de rito oriental de Argentina comprende la misión católica rusa y rumana que funciona en la capilla de los Santos Apóstoles Pedro y Pablo de Buenos Aires.
El visitador apostólico en Europa occidental es Cristian Dumitru Crişan (basado en París), desde el 9 de abril de 2018. El 21 de junio de 2020 fue consagrado obispo titular de Abula y auxiliar de la archieparquía de Făgăraș y Alba Iulia.
En Austria el ordinariato para los fieles de rito bizantino de Austria tiene la misión greco-católica rumana (Misiunea Română Unită, Greco-Catolică) con sede en la Sankt Rokus-Kapelle de Viena (Biserica greco-catolică română din Viena) utilizando también la iglesia de San Jorge en Kagran. Otras comunidades existen en Graz (en la Nothelferkirche), Linz (Barmherzigen Schwestern), Murau (Kapuzinerkirche) y Wiener Neustadt (Capela Sf. Katharina).
En España en abril de 2009 el arzobispo de Madrid asignó la capilla de la parroquia Nuestra Señora de las Angustias de Madrid para la atención pastoral de los fieles rumanos de rito bizantino de su arquidiócesis. Otras comunidades rumanas existen en las diócesis de Alicante (iglesia de San Roque de Alicante), Almería (iglesia de la Sagrada Familia de Almería), Ciudad Real (iglesia de los Remedios de Ciudad Real), arquidiócesis de Granada (en Castell de Ferro, Motril y Granada), Palma de Mallorca, la parroquia greco-católica rumana de San Nicolás en Calahorra, y la parroquia greco-católica rumana de León. Desde 2016 quedaron comprendidas en el ordinariato para los fieles de rito oriental en España, para las que el ordinario designó un sacerdote rumano con el título de arciprestazgo greco-católico rumano de Madrid.
En Francia el ordinariato para los fieles de rito oriental de Francia incluye la parroquia Église Saint-Georges en París (Paroisse roumaine)